# Stazioni della metropolitana di Mosca
La metropolitana di Mosca si estende per circa 365 km, suddivisi tra 15 linee, servite da 214 stazioni.

## Le linee

### Sokol'ničeskaja (1935)
- Bul'var Rokossovskogo
- Čerkizovskaja
- Preobraženskaja ploščad'
- Sokol'niki
- Krasnosel'skaja
- Komsomol'skaja-Radial'naja
- Krasnye Vorota
- Čistye Prudy
- Lubjanka
- Ochotnyj Rjad
- Biblioteka Imeni Lenina
- Kropotkinskaja
- Park Kul'tury
- Frunzenskaja
- Sportivnaja
- Vorob'ëvy gory
- Universitet
- Prospekt Vernadskogo
- Jugo-Zapadnaja
- Troparëvo
- Rumjancevo
- Salarjevo
- Filatov Lug
- Prokšino
- Ol'chovaja
- Kommunarka

### Zamoskvoreckaja (1938)
- Chovrino
- Belomorskaja
- Rečnoj vokzal
- Vodnyj stadion
- Vojkovskaja
- Sokol
- Aeroport
- Dinamo
- Belorusskaja-Radial'naja
- Majakovskaja
- Tverskaja
- Teatral'naja
- Novokuzneckaja
- Paveleckaja-Radial'naja
- Avtozavodskaja
- Technopark
- Kolomenskaja
- Kaširskaja
- Kantemirovskaja
- Caricyno
- Orechovo
- Domodedovskaja
- Krasnogvardejskaja
- Alma-Atinskaja

### Arbatsko-Pokrovskaja (1938)
- Ščëlkovskaja
- Pervomajskaja
- Izmajlovskaja
- Partizanskaja
- Semënovskaja
- Elektrozavodskaja
- Baumanskaja
- Kurskaja-Radial'naja
- Ploščad' Revoljucii
- Arbatskaja
- Smolenskaja
- Kievskaja
- Park Pobedy
- Slavjanskij Bul'var
- Kuncevskaja
- Molodëžnaja
- Krylatskoe
- Strogino
- Mjakinino
- Volokolamskaja
- Mitino
- Pjatnickoe Šosse

### Filëvskaja (1958)
- Kuncevskaja
- Pionerskaja
- Filëvskij Park
- Bagrationovskaja
- Fili
- Kutuzovskaja
- Studenčeskaja
- Meždunarodnaja
- Vystavočnaja
- Kievskaja
- Smolenskaja
- Arbatskaja
- Aleksandrovskij Sad

### Kol'cevaja (1950)
- Park Kul'tury
- Oktjabr'skaja
- Dobryninskaja
- Paveleckaja
- Taganskaja
- Kurskaja
- Komsomol'skaja
- Prospekt Mira
- Novoslobodskaja
- Belorusskaja
- Krasnopresnenskaja
- Kievskaja

### Kalužsko-Rižskaja (1958)
- Medvedkovo
- Babuškinskaja
- Sviblovo
- Botaničeskij sad
- VDNCh
- Alekseevskaja
- Rižskaja
- Prospekt Mira
- Sucharjevskaja
- Turgenevskaja
- Kitaj-Gorod
- Tret'jakovskaja
- Oktjabr'skaja-Radial'naja
- Šabolovskaja
- Leninskij Prospekt
- Akademičeskaja
- Profsojuznaja
- Novyje Čerjomuški
- Kalužskaja
- Beljaevo
- Kon'kovo
- Tëplyj Stan
- Jasenevo
- Novojasenevskaja

### Tagansko-Krasnopresnenskaja (1966)
- Planernaja
- Schodnenskaja
- Tušinskaja
- Spartak
- Ščukinskaja
- Oktjabr'skoe Pole
- Poležaevskaja
- Begovaja
- Ulica 1905 Goda
- Barrikadnaja
- Puškinskaja
- Kuzneckij Most
- Kitaj-Gorod
- Taganskaja
- Proletarskaja
- Volgogradskij Prospekt
- Tekstil'ščiki
- Kuzminki
- Rjazanskij Prospekt
- Vychino
- Lermontovskij prospekt
- Žulebino
- Kotel'niki

### Kalininskaja (1979)
- Novokosino
- Novogireevo
- Perovo
- Šosse Ėntuziastov
- Aviamotornaja
- Ploščad' Iljiča
- Marksistskaja
- Tret'jakovskaja

### Solncevskaja (2014)
- Delovoj centr
- Park Pobedy
- Minskaja
- Lomonosovskij Prospekt
- Ramenki
- Mičurinskij Prospekt
- Ozёrnaja
- Govorovo
- Solncevo
- Borovskoe Šosse
- Novoperedelkino (metropolitana di Mosca)
- Rasskazovka (metropolitana di Mosca)

### Serpuchovsko-Timirjazevskaja (1983)
- Altuf'evo
- Bibirevo
- Otradnoe
- Vladykino
- Petrovsko-Razumovskaja
- Timirjazevskaja
- Dmitrovskaja
- Savëlovskaja
- Mendeleevskaja
- Cvetnoj Bul'var
- Čechovskaja
- Borovickaja
- Poljanka
- Serpuchovskaja
- Tulskaja
- Nagornaja
- Nagatinskaja
- Nachimovskij Prospekt
- Sevastopolskaja
- Čertanovskaja
- Južnaja
- Pražskaja
- Ulica Akademika Jangelja
- Annino
- Bul'var Dmitrija Donskogo

### Ljublinskaja (1995)
- Seligerskaja
- Verchnije Lichobory
- Okružnaja
- Petrovsko-Razumovskaja
- Fonvizinskaja
- Butyrskaja
- Mar'ina Rošča
- Dostoevskaja
- Trubnaja
- Sretenskij Bul'var
- Čkalovskaja
- Rimskaja
- Krest'janskaja Zastava
- Dubrovka
- Kožuchovskaja
- Pečatniki
- Volžskaja
- Ljublino
- Bratislavskaja
- Mar'ino
- Borisovo
- Šipilovskaja
- Zjablikovo

### Bol'šaja kol'cevaja (2018)
- Kachovskaja
- Zjuzino
- Voroncovskaja
- Novatorskaja
- Prospekt Vernadskogo
- Mičurinskij Prospekt
- Amin'evskaja
- Davydkovo
- Kuncevskaja
- Terechovo
- Mnёvniki
- Narodnoe Opolčenie
- Delovoj centr
- Šelepicha
- Chorošëvskaja
- CSKA
- Petrovskij Park
- Savëlovskaja

### Kachovskaja (1995-2019)
- Kaširskaja
- Varšavskaja
- Kachovskaja

### Butovskaja (2003)
- Bitcevskij Park
- Lesoparkovaja
- Ulica Starokačalovskaja
- Ulica Skobelevskaya
- Bulvar Admirala Ushakova
- Ulica Gorchakova
- Buninskaya Alleya

### Monorotaia di Mosca (2004)
- Timirjazevskaja
- Ulica Milašenkova
- Telecentr
- Ulica Akademika Korolëva
- Vystavočnyj Centr
- Ulica Sergeja Ėizenštejna

### Anello centrale di Mosca (2016)
- Okružnaja
- Vladykino
- Botaničeskij sad
- Rostokino
- Belokamennaja
- Bul'var Rokossovskogo
- Lokomotiv
- Izmajlovo
- Sokolinaja Gora
- Šosse Entuziastov
- Andronovka
- Nižegorodskaja
- Novochochlovskaja
- Ugrešskaja
- Dubrovka
- Avtozavodskaja
- ZIL
- Verchnie Kotly
- Krymskaja
- Ploščad Gagarina
- Stazione di Lužniki
- Kutuzovskaja
- Delovoj centr
- Šelepicha
- Chorošyovo
- Zorge
- Panfilovskaja
- Strešnevo
- Baltijskaja
- Koptevo
- Lichobory

### Nekrasovskaja (2019)
- Elektrozavodskaja
- Lefortovo
- Aviamotornaja
- Nižegorodskaja
- Stachanovskaja
- Okskaja
- Jugo-Vostočnaja
- Kosino
- Ulica Dmitrievskogo
- Luchmanovskaja
- Nekrasovka

Numero di stazioniAnno05010015020025030019351947195919711983199520072019(1) Sokol'ničeskaja(2) Zamoskvoreckaja(3) Arbatsko-Pokrovskaja(4) Filëvskaja(5) Kol'cevaja(6) Kalužsko-Rižskaja(7) Tagansko-Krasnopresnenskaja(8) Kalininskaja-Solncevskaja(9) Serpuchovsko-Timirjazevskaja(10) Ljublinsko-Dmitrovskaja(11A) Kachovskaja(11) Bol'šaja kol'cevaja(12) Butovskaja(15) Nekrasovskaja(16) Troickaja

## Stazioni dismesse o abbandonate
- Sovietskaja, mai aperta
- Pervomajskaja
- Kalužskaja